# Антонио Лопез де Санта Ана
Антонио де Падуа Марија Северино Лопез де Санта Ана и Перес де Леброн (шп. Antonio de Padua María Severino López de Santa Anna y Pérez de Lebrón; Чалапа, 21. фебруар 1794 — Мексико, 21. јун 1876), познат само као Санта Анта или Лопез де Санта Ана или под надимку „Наполеон Запада“, био је мексички политичар и војник који је значајно утицао на рану мексичку политику и владу. Био је председник Мексика у више наврата (1833−36, 1844−45, 1847. и 1853−55). Санта Ана се прво борио против мексичке независности од Шпаније, а касније ју је подржавао. Иако није био први каудиљо (војни вођа) Мексика, био је међу првима.
Био је генерал и председник више пута у току своје турбулентне 40-годишње каријере. Био је председник у једанаест неузастопних прилика у периоду од 22 године. Као богати земљопоседник, изградио је чврсту политичку базу у важном лучком граду Веракрузу. Био је војни херој; жудео је за својом славом и славом своје војске и стално ју је обнављао после великих губитака. Као храбар војник и лукав политичар, доминирао је периодом који историчари често називају „доба Санта Ане“. Историчари такође за њега тврде да је можда „најважнији становник данашњег црног мексичког пантеона оних који су изневерили државу“. Његова централистичка политика и војни неуспеси су довели до тога да Мексико изгуби више од половине своје територије, почевши са Тексашком револуцијом, а кончавши се Мексичком предајом 1848. након Америчко-мексичког рата. Познат је по великим победама, укључујући успешан отпор настојању Шпанаца да поново успоставе власт у Мексику (1829), али и по срамним неуспесима, попут онога када га је у Сан Хасинту заробио Сем Хјустон за време тексашке побуне (1836). Када је избио Мексички рат, преговарао је с председником САД Џејмсом К. Полком у настојању да изнуди мир, али је по повратку у Мексико повео мексичке трупе против америчких снага (1846–47), после чега је прогнан.
Када је Максимилијан проглашен за мексичког цара, Санта Ана је своје професионалне услуге понудио и новом цару и његовим противницима, али су га обе стране одбиле. Живео је у иностранству од 1855. до 1874, а онда се вратио у Мексико и умро у сиромаштву.